# 高井寿
高井 寿（たかい ひさし、1963年（昭和38年）8月31日 - ）は、日本のギタリスト。広島県広島市出身。HISÅSIHと表記されることもある。

## 来歴
1985年からインディーズ時代のX（X JAPAN）にJUN（ジュン）という名称で在籍し1986年10月に脱退。その他、ROMMEL、EMPEROR等のバンドで活動。当時から速弾きギタリストとして知られ、成毛滋の師範代として文化放送で1980年代に放送されていた『パープルエクスプレス』に出演していた。
現在は、スタジオミュージシャン、ライブサポート、音楽専門学校の講師として活躍する傍ら、ギター教則本『左と右を一刀両断!超技巧フレーズが弾ける』、『これが弾けるか!ギター極限速弾きバイブル』を執筆、ギター教則映像『ビデオ版 左と右を一刀両断!超技巧フレーズが弾ける』、『ヘヴィ・メタル・ギターの常套句』、『takai style』などをリリース。
1994年、広島の原爆投下をテーマにしたコンセプトアルバム『RADIANT HEAT』を制作、リリース。
1995年、EMPERORのベーシストだったTOKIHIKO（元横須賀サーベルタイガー）への追悼曲「Tribute To Dear Friend TOKI」を『B-Magic SPECIAL PROGRAM』に収録。
「劇団☆新感線」の公演にギターで参加していた。

## ソロアルバム
- HISASHI『RADIANT HEAT』（1994年、B-Magic、BM-001）

## 書籍
ギター教則本
- 『左と右を一刀両断!超技巧フレーズが弾ける CD付』（2001年11月27日 / 新装版：2006年3月23日、リットーミュージック）
- 『これが弾けるか!ギター極限速弾きバイブル with CD』（2005年2月23日、リットーミュージック）

## 映像
ギター教則映像
- VHS『ビデオ版 左と右を一刀両断!超技巧フレーズが弾ける 完全コピー譜付き』（2001年、リットーミュージック）
- DVD『takai style』（2004年）
- 新装版『DVD版 左と右を一刀両断!超技巧フレーズが弾ける 完全コピー譜付き』（2006年3月23日、リットーミュージック）
- DVD『ヘヴィ・メタル・ギターの常套句』（2006年10月20日 / 廉価版：2011年9月15日、リットーミュージック）

## 映画
- ヤンキー烈風隊（1995年9月23日劇場公開、配給：パル企画）音楽